# نيويداو (سيف)
نيويداو (بالصينية :牛尾刀) كان نوعًا من السيوف الصينية في أواخر فترة أسرة تشينغ . كان سلاحًا ثقيل النصل ذو طرف متوهج مميز، وكان في المقام الأول سلاح مدني، حيث لم يتم إصداره للقوات الإمبراطورية مطلقًا. إنه النموذج الأصلي لـ "النشرة الصينية" لأفلام الكونغ فو اليوم. تم تسجيله لأول مرة في أوائل القرن التاسع عشر (النصف الأخير من أسرة تشينغ ) وكسلاح مدني فقط: لا يوجد سجل لإصداره للقوات، ولا يظهر في أي قائمة للأسلحة الرسمية. وبالتالي فإن ظهورها في الأفلام والأدب الحديث غالبًا ما يكون عفا عليه الزمن.